# LOT Polish Airlines
LOT Polish Airlines (IATA: LO, OACI: LOT), cuyo nombre en polaco es Polskie Linie Lotnicze LOT, es la aerolínea de bandera de Polonia. La compañía emplea a 4,200 personas y cubre 68 destinos en 36 países. El Aeropuerto Frederic Chopin es su base principal y principal centro de conexión. El nombre Polskie Linie Lotnicze significa 'Aerolíneas Polacas', mientras que LOT significa 'vuelo' en polaco. Con sede en Varsovia, LOT fue fundada en 1929 y es una de las aerolíneas más antiguas del mundo. LOT Polish Airlines es miembro de Star Alliance desde 2003.

## Historia
La aerolínea fue establecida el 29 de diciembre de 1928 por el gobierno polaco como una corporación autónoma pública estatal, haciéndose cargo de las rutas nacionales e internacionales a Europa existentes, iniciando sus operaciones en enero de 1929. Las primeras aeronaves utilizadas fueron un Junkers F.13 y un Fokker F.VIIA. Fue reconocida por la IATA en 1930 y, su primer servicio internacional se realizó el 1° de abril de ese mismo año a Bucarest, seguidos de vuelos a Atenas, Beirut y Helsinki. Douglas DC-2, Lockheed L-10A Electra y L.14H Super Electra se sumaron a la flota en 1935, 1936 y 1938 respectivamente (en su época de apogeo, LOT tuvo 10 L-10, 9 L-14, 3 DC-2 y 1 Ju 52/3mge).

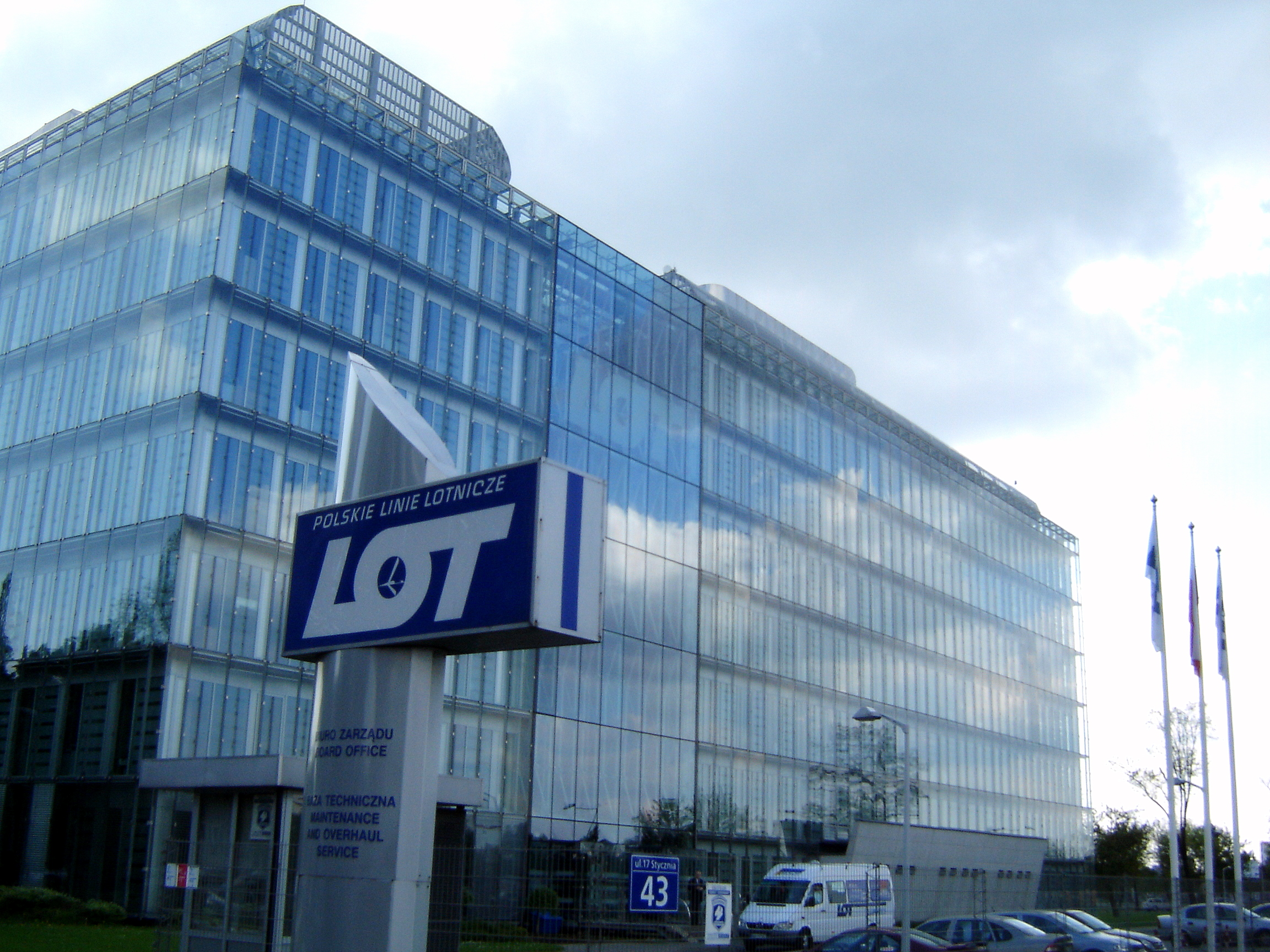
La sede de LOT.

Los servicios fueron suspendidos durante la Segunda Guerra Mundial, y todas las aeronaves de LOT fueron o destruidas o secuestradas. El 1° de abril de 1945, tras siete años de suspensión de los vuelos, la aerolínea reinició sus operaciones tras recibir 10 Lisunov Li-2, luego un Li-2 adicional y finalmente 9 Douglas C-47. Los servicios domésticos fueron restablecidos el 1° de abril de 1945, mientras que los servicios internacionales lo hicieron el 11 de mayo de 1945. 
Cinco SNCASE Sud-Est SE.161 Languedoc se sumaron a la flota en julio de 1947, seguidos por los Ilyushin Il-12B en abril de 1949 y Ilyushin Il-14 en 1955. Los Convair 240 y Vickers Viscount fueron adquiridos por primera vez en octubre de 1957 y noviembre de 1962. 
Durante el período comunista, la composición de la flota cambió a aeronaves soviéticas. Los Ilyushin Il-18 fueron introducidos en mayo de 1961, permitiendo el establecimiento de rutas a África y el Oriente Medio. Los Antonov An-24 fueron recibidos en abril de 1966, seguidos por los Tupolev Tu-134 en noviembre de 1968 y los Ilyushin Il-62 de largo alcance en abril de 1973. Con la introducción de las aeronaves Il-62, se dio inicio a los servicios transatlánticos a Montreal y Nueva York. El actual esquema de colores fue introducido en 1978. 

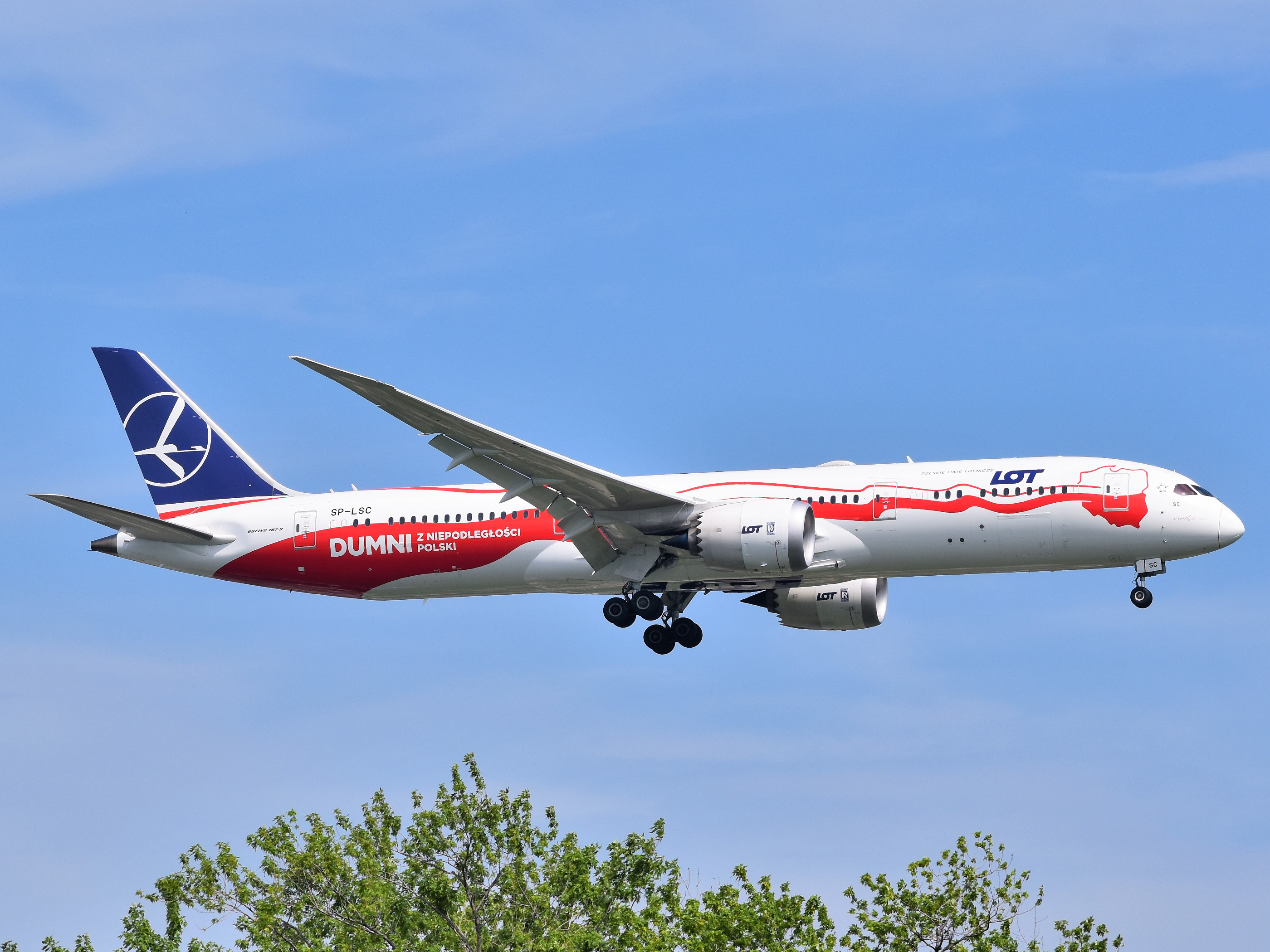
Boeing 787-9 Dreamliner pintado en librea especial con motivo de los 100 años de Independencia de Polonia.

A finales de la década de 1980, la flota volvió a contar con aeronaves occidentales, empezando con la adquisición de los Boeing 767-200 en abril de 1989, seguidos por los ATR 72 en agosto de 1991, los Boeing 737-500 en diciembre de 1992 y los Boeing 737-400 en abril de 1993. A partir de mediados de la década de 1980 a principios de la década de 1990 LOT voló desde Varsovia a Chicago, Newark y Toronto. En diciembre de 1992 la aerolínea se convirtió en una compañía por acciones conjunta, como un paso previo hacia la parcial privatización, la cual se hizo efectiva a finales de 1999, cuando SAirGroup adquirió un 37.6% de las acciones. El Gobierno polaco, a través de su empresa PLG Polska Grupa Lotnicza, retuvo el control con un 51%. LOT creó una aerolínea de bajo costo subsidiaria, Centralwings, en 2004.
El 26 de octubre de 2003 se convirtió en el 14° miembro de Star Alliance. LOT Polish Airlines hizo planes para incorporar nuevas conexiones hacia el Oriente Medio en octubre de 2006. Aunque posteriormente fueron abandonados tras firmar un acuerdo de código compartido con su socio en Star Alliance, Singapore Airlines. 
El 7 de septiembre de 2005 la aerolínea ordenó siete (con opción a dos adicionales) Boeing 787 para sus operaciones de largo alcance para ser recibidos en el 2008. LOT Polish Airlines será la primera aerolínea europea en operar el 787-800. El 19 de febrero de 2007 la aerolínea confirmó un Boeing 787 adicional, para hacer un total de ocho.
LOT Polish Airlines fue la primera aerolínea en operar servicios comerciales con el Embraer 170.
En el año 2007 la aerolínea inauguró 2 nuevas rutas intercontinentales desde Aeropuerto de Rzeszów a Newark (EWR) y Nueva York (JFK) operadas con el Boeing 767.
En 2011, el vuelo 16 de LOT Polish Airlines, hizo un aterrizaje sin trenes de aterrizaje, en Varsovia (el avión provenía de Newark Libertad). El avión implicado era un Boeing 767-300ER.

## Flota

### Flota actual
La flota de LOT Polish Airlines y EuroLot está compuesta por las siguientes aeronaves:
| Aeronaves        | En servicio | Pedidos | Pasajeros                                          | Pasajeros                                          | Pasajeros                                          | Pasajeros                                          | Matrículas                                         | Antigüedad                                         |
| Aeronaves        | En servicio | Pedidos | C                                                  | W                                                  | Y                                                  | Total                                              | Matrículas                                         | Antigüedad                                         |
| ---------------- | ----------- | ------- | -------------------------------------------------- | -------------------------------------------------- | -------------------------------------------------- | -------------------------------------------------- | -------------------------------------------------- | -------------------------------------------------- |
| Airbus A220-100  | 0           | 20      |                                                    |                                                    |                                                    | 125                                                |                                                    |                                                    |
| Airbus A220-300  | 0           | 20      |                                                    |                                                    |                                                    | 149                                                |                                                    |                                                    |
| Boeing 737-800   | 6           |         | —                                                  | —                                                  | 186                                                | 186                                                | SP-LWA                                             | 19,9 años                                          |
| Boeing 737-800   | 6           | SP-LWB  | —                                                  | —                                                  | 186                                                | 186                                                | 19,8 años                                          |                                                    |
| Boeing 737-800   | 6           | SP-LWC  | —                                                  | —                                                  | 186                                                | 186                                                | 19,7 años                                          |                                                    |
| Boeing 737-800   | 6           | SP-LWD  | —                                                  | —                                                  | 186                                                | 186                                                | 19,6 años                                          |                                                    |
| Boeing 737-800   | 6           | SP-LWF  | —                                                  | —                                                  | 186                                                | 186                                                | 13,4 años                                          |                                                    |
| Boeing 737-800   | 6           | SP-LWG  | —                                                  | —                                                  | 186                                                | 186                                                | 13,2 años                                          |                                                    |
| Boeing 737 MAX 8 | 18          | 13      | —                                                  | —                                                  | 186                                                | 186                                                | SP-LVA                                             | 7,2 años                                           |
| Boeing 737 MAX 8 | 18          | 13      | —                                                  | —                                                  | 186                                                | 186                                                | SP-LVB                                             | 7,1 años                                           |
| Boeing 737 MAX 8 | 18          | 13      | —                                                  | —                                                  | 186                                                | 186                                                | SP-LVC                                             | 6,6 años                                           |
| Boeing 737 MAX 8 | 18          | 13      | —                                                  | —                                                  | 186                                                | 186                                                | SP-LVD                                             | 6,6 años                                           |
| Boeing 737 MAX 8 | 18          | 13      | —                                                  | —                                                  | 186                                                | 186                                                | SP-LVF                                             | 6,2 años                                           |
| Boeing 737 MAX 8 | 18          | 13      | —                                                  | —                                                  | 186                                                | 186                                                | SP-LVQ                                             | 5,7 años                                           |
| Boeing 737 MAX 8 | 18          | 13      | —                                                  | —                                                  | 186                                                | 186                                                | SP-LVT                                             | 5,7 años                                           |
| Boeing 737 MAX 8 | 18          | 13      | —                                                  | —                                                  | 189                                                | 189                                                | SP-LVH                                             | 5,4 años                                           |
| Boeing 737 MAX 8 | 18          | 13      | —                                                  | —                                                  | 186                                                | 186                                                | SP-LVR                                             | 5,3 años                                           |
| Boeing 737 MAX 8 | 18          | 13      | —                                                  | —                                                  | 189                                                | 189                                                | SP-LVG                                             | 5,3 años                                           |
| Boeing 737 MAX 8 | 18          | 13      | —                                                  | —                                                  | 186                                                | 186                                                | SP-LVS                                             | 5,3 años                                           |
| Boeing 737 MAX 8 | 18          | 13      | —                                                  | —                                                  | 189                                                | 189                                                | SP-LVI                                             | 3,5 años                                           |
| Boeing 737 MAX 8 | 18          | 13      | —                                                  | —                                                  | 189                                                | 189                                                | SP-LVK                                             | 3,4 años                                           |
| Boeing 737 MAX 8 | 18          | 13      | —                                                  | —                                                  | 189                                                | 189                                                | SP-LVL                                             | 3,2 años                                           |
| Boeing 737 MAX 8 | 18          | 13      | —                                                  | —                                                  | 189                                                | 189                                                | SP-LVM                                             | 2,4 años                                           |
| Boeing 737 MAX 8 | 18          | 13      | —                                                  | —                                                  | 189                                                | 189                                                | SP-LVN                                             | 0,7 años                                           |
| Boeing 737 MAX 8 | 18          | 13      | —                                                  | —                                                  | 189                                                | 189                                                | SP-LVO                                             | 0,5 años                                           |
| Boeing 737 MAX 8 | 18          | 13      | —                                                  | —                                                  | 189                                                | 189                                                | SP-LVP                                             | 0,3 años                                           |
| Boeing 787-8     | 8           | 2       | 18                                                 | 21                                                 | 213                                                | 252                                                | SP-LRA                                             | 12,2 años                                          |
| Boeing 787-8     | 8           | 2       | 18                                                 | 21                                                 | 213                                                | 252                                                | SP-LRB                                             | 12,1 años                                          |
| Boeing 787-8     | 8           | 2       | 18                                                 | 21                                                 | 213                                                | 252                                                | SP-LRC                                             | 12 años                                            |
| Boeing 787-8     | 8           | 2       | 18                                                 | 21                                                 | 213                                                | 252                                                | SP-LRD                                             | 11,6 años                                          |
| Boeing 787-8     | 8           | 2       | 18                                                 | 21                                                 | 213                                                | 252                                                | SP-LRE                                             | 11,5 años                                          |
| Boeing 787-8     | 8           | 2       | 18                                                 | 21                                                 | 213                                                | 252                                                | SP-LRF                                             | 10,9 años                                          |
| Boeing 787-8     | 8           | 2       | 18                                                 | 21                                                 | 213                                                | 252                                                | SP-LRG                                             | 7,7 años                                           |
| Boeing 787-8     | 8           | 2       | 18                                                 | 21                                                 | 213                                                | 252                                                | SP-LRH                                             | 7,6 años                                           |
| Boeing 787-9     | 7           | —       | 24                                                 | 21                                                 | 249                                                | 294                                                | SP-LSA                                             | 6,9 años                                           |
| Boeing 787-9     | 7           | —       | 24                                                 | 21                                                 | 249                                                | 294                                                | SP-LSB                                             | 6,7 años                                           |
| Boeing 787-9     | 7           | —       | 24                                                 | 21                                                 | 249                                                | 294                                                | SP-LSC                                             | 6,6 años                                           |
| Boeing 787-9     | 7           | —       | 24                                                 | 21                                                 | 249                                                | 294                                                | SP-LSD                                             | 6 años                                             |
| Boeing 787-9     | 7           | —       | 24                                                 | 21                                                 | 249                                                | 294                                                | SP-LSE                                             | 5,7 años                                           |
| Boeing 787-9     | 7           | —       | 24                                                 | 21                                                 | 249                                                | 294                                                | SP-LSF                                             | 5,7 años                                           |
| Boeing 787-9     | 7           | —       | 24                                                 | 21                                                 | 249                                                | 294                                                | SP-LSG                                             | 5,3 años                                           |
| Boeing 777-200   | 1           | —       | 30                                                 | 24                                                 | 239                                                | 293                                                | CS-TSW                                             | 21,1 años                                          |
| Embraer E195-E2  | 3           | —       | —                                                  | —                                                  | 136                                                | 136                                                | SP-LEA                                             | 0,5 años                                           |
| Embraer E195-E2  | 3           | —       | —                                                  | —                                                  | 136                                                | 136                                                | SP-LEB                                             | 0,3 años                                           |
| Embraer E195-E2  | 3           | —       | —                                                  | —                                                  | 136                                                | 136                                                | SP-LEC                                             | 0,3 años                                           |
| Embraer E-170    | 5           | —       | —                                                  | —                                                  | 76                                                 | 76                                                 | SP-LDF                                             | 20,7 años                                          |
| Embraer E-170    | 5           | —       | —                                                  | —                                                  | 76                                                 | 76                                                 | SP-LDG                                             | 19,9 años                                          |
| Embraer E-170    | 5           | —       | —                                                  | —                                                  | 76                                                 | 76                                                 | SP-LDH                                             | 19,9 años                                          |
| Embraer E-170    | 5           | —       | —                                                  | —                                                  | 76                                                 | 76                                                 | SP-LDI                                             | 19,9 años                                          |
| Embraer E-170    | 5           | —       | —                                                  | —                                                  | 76                                                 | 76                                                 | SP-LDK                                             | 19,8 años                                          |
| Embraer E-175    | 15          | —       | —                                                  | —                                                  | 82                                                 | 82                                                 | SP-LIA                                             | 18,8 años                                          |
| Embraer E-175    | 15          | —       | —                                                  | —                                                  | 82                                                 | 82                                                 | SP-LIB                                             | 18,7 años                                          |
| Embraer E-175    | 15          | —       | —                                                  | —                                                  | 82                                                 | 82                                                 | SP-LIC                                             | 18,7 años                                          |
| Embraer E-175    | 15          | —       | —                                                  | —                                                  | 82                                                 | 82                                                 | SP-LID                                             | 18,7 años                                          |
| Embraer E-175    | 15          | —       | —                                                  | —                                                  | 82                                                 | 82                                                 | SP-LIG                                             | 15,8 años                                          |
| Embraer E-175    | 15          | —       | —                                                  | —                                                  | 82                                                 | 82                                                 | SP-LIH                                             | 15,7 años                                          |
| Embraer E-175    | 15          | —       | —                                                  | —                                                  | 82                                                 | 82                                                 | SP-LII                                             | 15,6 años                                          |
| Embraer E-175    | 15          | —       | —                                                  | —                                                  | 82                                                 | 82                                                 | SP-LIK                                             | 15,2 años                                          |
| Embraer E-175    | 15          | —       | —                                                  | —                                                  | 82                                                 | 82                                                 | SP-LIL                                             | 14,8 años                                          |
| Embraer E-175    | 15          | —       | —                                                  | —                                                  | 82                                                 | 82                                                 | SP-LIM                                             | 14,8 años                                          |
| Embraer E-175    | 15          | —       | —                                                  | —                                                  | 82                                                 | 82                                                 | SP-LIN                                             | 14,4 años                                          |
| Embraer E-175    | 15          | —       | —                                                  | —                                                  | 82                                                 | 82                                                 | SP-LIO                                             | 14,3 años                                          |
| Embraer E-175    | 15          | —       | —                                                  | —                                                  | 82                                                 | 82                                                 | SP-LIP                                             | 12,9 años                                          |
| Embraer E-175    | 15          | —       | —                                                  | —                                                  | 82                                                 | 82                                                 | SP-LIQ                                             | 12,9 años                                          |
| Embraer E-175    | 15          | —       | —                                                  | —                                                  | 82                                                 | 82                                                 | SP-LIR                                             | 12,7 años                                          |
| Embraer E-190    | 8           | —       | —                                                  | —                                                  | 106                                                | 106                                                | SP-LME                                             | 15,8 años                                          |
| Embraer E-190    | 8           | —       | —                                                  | —                                                  | 106                                                | 106                                                | SP-LMF                                             | 15,2 años                                          |
| Embraer E-190    | 8           | —       | —                                                  | —                                                  | 106                                                | 106                                                | SP-LMG                                             | 13,3 años                                          |
| Embraer E-190    | 8           | —       | —                                                  | —                                                  | 106                                                | 106                                                | SP-LMH                                             | 12,8 años                                          |
| Embraer E-190    | 8           | —       | —                                                  | —                                                  | 106                                                | 106                                                | SP-LMA                                             | 6,1 años                                           |
| Embraer E-190    | 8           | —       | —                                                  | —                                                  | 106                                                | 106                                                | SP-LMB                                             | 6,1 años                                           |
| Embraer E-190    | 8           | —       | —                                                  | —                                                  | 106                                                | 106                                                | SP-LMC                                             | 6,1 años                                           |
| Embraer E-190    | 8           | —       | —                                                  | —                                                  | 106                                                | 106                                                | SP-LMD                                             | 6,1 años                                           |
| Embraer E-195    | 16          | —       | —                                                  | —                                                  | 118                                                | 118                                                | SP-LNO                                             | 17,7 años                                          |
| Embraer E-195    | 16          | —       | —                                                  | —                                                  | 118                                                | 118                                                | SP-LNP                                             | 17,5 años                                          |
| Embraer E-195    | 16          | —       | —                                                  | —                                                  | 118                                                | 118                                                | SP-LNG                                             | 16,2 años                                          |
| Embraer E-195    | 16          | —       | —                                                  | —                                                  | 118                                                | 118                                                | SP-LNH                                             | 16,1 años                                          |
| Embraer E-195    | 16          | —       | —                                                  | —                                                  | 118                                                | 118                                                | SP-LNI                                             | 16,1 años                                          |
| Embraer E-195    | 16          | —       | —                                                  | —                                                  | 118                                                | 118                                                | SP-LNK                                             | 16 años                                            |
| Embraer E-195    | 16          | —       | —                                                  | —                                                  | 118                                                | 118                                                | SP-LNL                                             | 14,3 años                                          |
| Embraer E-195    | 16          | —       | —                                                  | —                                                  | 118                                                | 118                                                | SP-LNN                                             | 14 años                                            |
| Embraer E-195    | 16          | —       | —                                                  | —                                                  | 118                                                | 118                                                | SP-LNA                                             | 14 años                                            |
| Embraer E-195    | 16          | —       | —                                                  | —                                                  | 118                                                | 118                                                | SP-LNB                                             | 13,6 años                                          |
| Embraer E-195    | 16          | —       | —                                                  | —                                                  | 118                                                | 118                                                | SP-LNC                                             | 13,4 años                                          |
| Embraer E-195    | 16          | —       | —                                                  | —                                                  | 118                                                | 118                                                | SP-LND                                             | 13 años                                            |
| Embraer E-195    | 16          | —       | —                                                  | —                                                  | 118                                                | 118                                                | SP-LNE                                             | 12,3 años                                          |
| Embraer E-195    | 16          | —       | —                                                  | —                                                  | 118                                                | 118                                                | SP-LNF                                             | 12 años                                            |
| Embraer E-195    | 16          | —       | —                                                  | —                                                  | 118                                                | 118                                                | SP-LNM                                             | 10,7 años                                          |
| Embraer E-195    | 16          | —       | —                                                  | —                                                  | 118                                                | 118                                                | SP-LNQ                                             | 9,7 años                                           |
| Total            | 87          | 55      | Edad media de la flota (enero de 2025): 11,2 años. | Edad media de la flota (enero de 2025): 11,2 años. | Edad media de la flota (enero de 2025): 11,2 años. | Edad media de la flota (enero de 2025): 11,2 años. | Edad media de la flota (enero de 2025): 11,2 años. | Edad media de la flota (enero de 2025): 11,2 años. |

### Flota histórica
| Aeronaves                   | Total | Introducido | Retirado | Matrículas |
| --------------------------- | ----- | ----------- | -------- | --- |
| Aero Ae-45                  | 3     | 1952        | 1957     | ?? |
| Airbus A319                 | 1     | 2019        | 2019     | LY-JAY |
| Airbus A320-200             | 7     | 2019        | 2020     | 9H-AMB, LY-VEI, LY-VEB, LY-VEN, YL-LCO, LY-VEL y LY-ELK |
| Airbus A321-200             | 3     | 2020        | 2020     | LY-VEH, LY-NVU y LY-NVQ |
| Airbus A330-200             | 2     | 2018        | 2019     | EI-GGR y EC-JQQ |
| Airbus A330-900             | 2     | 2023        | 2024     | OO-ABF y OO-ABG |
| Antonov An-2                | 1     | 1955        | ??       | SP-LMA |
| Antonov An-12               | 2     | 1967        | 1977     | SP-LZA y SP-LZB |
| Antonov An-24               | 20    | 1966        | 1992     | SP-LTA, SP-LTM, SP-LTL, SP-LTZ, SP-LTT, SP-LTC, SP-LTD, SP-LTE, SP-LTF, SP-LTI, SP-LTN, SP-LTP, SP-LTO, SP-LTK, SP-LTH, SP-LTG, SP-LTB, SP-LTR, SP-LTU Y SP-LTS |
| Antonov An-26               | 3     | 1974        | 1996     | SP-LWC, SP-LWB y SP-LWA |
| ATR 72-200                  | 8     | 1991        | 2001     | SP-LFA, SP-LFB, SP-LFC, SP-LFD, SP-LFE, SP-LFF, SP-LFG y SP-LFH |
| Boeing 737-300              | 7     | 1996        | 2019     | SP-LMB, LY-LGC, LY-GGC, SP-LMC, SP-LMD, LY-ELF y ZK-NGD |
| Boeing 737-400              | 10    | 1993        | 2020     | SP-LLA, SP-LLB, SP-LLC, SP-LLD, SP-LLE, SP-LLF, SP-LLG, SP-LLH, SP-LLK y SP-LLL |
| Boeing 737-500              | 13    | 1992        | 2013     | SP-LKG, P-LKH, SP-LKI, YR-AMB, SE-DNI, SE-DNK, SP-LKE, SP-LKF, SP-LKA, SP-LKB, SP-LKC, SP-LKD y SP-LKK |
| Boeing 737-700              | 1     | 2019        | 2020     | SP-LUA |
| Boeing 767-200              | 4     | 1989        | 2014     | C-FGAJ, SP-LOA, SP-LOB y ZK-NBJ |
| Boeing 767-300              | 7     | 1996        | 2013     | A4O-GH, SP-LPA, SP-LPB, SP-LPC, SP-LPE, SP-LPF y SP-LPG |
| Bombardier CRJ-700          | 1     | 2016        | 2019     | ES-ACF |
| Bombardier CRJ-900          | 12    | 2016        | 2021     | ES-ACL, ES-ACH, ES-ACI, ES-ACM, ES-ACK, ES-ACN, ES-ACP, ES-ACJ, ES-ACB, ES-ACC, ES-ACD y ES-ACG |
| Cessna AT-17 Bobcat         | 5     | 1946        | 1950     | SP-LEC, SP-LEG, SP-LEE, SP-LEE* y SP-GEM |
| Convair CV-240              | 5     | 1957        | 1973     | SP-LPD, SP-LPE, SP-LPA, SP-LPB y SP-LPC |
| De Havilland Canada Dash 8  | 12    | 2015        | 2023     | OY-YBZ, OY-YBY, SP-EQB, SP-EQC, SP-EQD, SP-EQE, SP-EQF, SP-EQG, SP-EQH, SP-EQI, SP-EQK y SP-EQL |
| Douglas DC-2                | 3     | 1935        | 1939     | SP-ASJ, SP-ASK y SP-ASL |
| Douglas DC-3/C-47           | 11    | 1947        | 1959     | SP-LCA, SP-LCH, SP-LCG, SP-LCI, SP-LCC, SP-LCF, SP-LCB (rrg. SP-LCJ), SP-LCG, SP-LCC, SP-LCE y SP-LCD |
| Douglas DC-8                | 1     | 1987        | 1988     | N8968U |
| Embraer ERJ-145             | 14    | 1999        | 2011     | SP-LGA, SP-LGB, SP-LGC, SP-LGD, SP-LGE, SP-LGF, SP-LGG, SP-LGH, SP-LGI, SP-LGK, SP-LGL, SP-LGM, SP-LGN y SP-LGO |
| Fokker F.VII                | 19    | 1929        | 1939     | ?? |
| Ilyushin Il-12              | 6     | 1949        | 1957     | SP-LHA, SP-LHB, SP-LHC, SP-LHD, SP-LHE, SP-LHF |
| Ilyushin Il-14              | 19    | 1954        | 1973     | SP-LNN, SP-LNC, SP-LNB, SP-LNA, SP-LNE, SP-LNF, SP-LNG, SP-LNH, SP-LNI, SP-LNK, SP-LNL, SP-LNM, SP-LNZ, SP-LNR, SP-LNW, SP-LNO (rrg. SP-LNT), SP-LNO, SP-LNP y SP-LNP* |
| Ilyushin Il-18              | 10    | 1961        | 1991     | SP-LSA, SP-LSB, SP-LSE, SP-LSH, SP-LSC, SP-LSD, SP-LSK, SP-LSF, SP-LSG y SP-LSI |
| Ilyushin Il-62              | 17    | 1972        | 1992     | SP-LBB, SP-LBC, SP-LBD, SP-LBE, SP-LBF, SP-LBH, SP-LAF, SP-LAG, SP-LBA, SP-LBI, SP-LBG, SP-LAA, SP-LAB, SP-LAC, SP-LAD, SP-LAE y SP-LBR |
| Junkers F 13                | 9     | 1929        | 1936     | ?? |
| Junkers Ju 52               | 1     | 1936        | 1939     | SP-AKX |
| Lisunov Li-2                | 38    | 1945        | 1964     | SP-LBG, SP-LBC, SP-LBH, SP-LBJ, SP-LBB, SP-LBD, SP-LBE, SP-LBF, SP-LAM, SP-LAA, SP-LAB, SP-LAC, SP-LAD, SP-LAH, SP-LAG, SP-LAS, SP-LAP, SP-LAT, SP-LAU, SP-LAE, SP-LAK, SP-LAR, SP-LAF, SP-LAJ, SP-LAN, SP-LAO, SP-LAL, SP-LAW, SP-LKB, SP-LKA, SP-LDA, SP-LKC, SP-LKD, SP-LKE, SP-LKH, SP-LKF, SP-LKG y SP-LKI |
| Lockheed L-14 Super Electra | 10    | 1938        | c. 1947  | SP-BNE, SP-BNF, SP-BNG, SP-BNH, SP-BNJ, SP-BNK (rrg. SP-LMK), SP-BPK, SP-BPL, SP-BPM y SP-BPN |
| Lockheed Modelo 10 Electra  | 10    | 1935        | 1942     | SP-AYA, SP-AYB, SP-AYC, SP-AYD, SP-BGE, SP-BGF, SP-BGG, SP-BGH, SP-BGJ y SP-BGK |
| McDonnell Douglas DC-10     | 2     | 1994        | 1996     | 9M-MAT y 9M-MAZ |
| PWS-20                      | 3     | 1929        | 1930     | SP-AAZ, SP-AAY y SP-AAX |
| PZL.4                       | 1     | 1932        | 1936     | SP-AGY |
| PZL.44 Wicher               | 1     | 1938        | 1939     | SP-BPJ |
| SNCASE SE.161 Languedoc     | 5     | 1946        | c. 1950  | SP-LDD, SP-LDC, SP-LDA, SP-LDB y SP-LDE |
| Túpolev Tu-134              | 13    | 1968        | 1994     | SP-LGA, SP-LGB, SP-LGC, SP-LGD, SP-LGE, SP-LHA, SP-LHB, SP-LHC, SP-LHD, SP-LHE, SP-LHF, SP-LHG y SP-LHI |
| Túpolev Tu-154              | 18    | 1985        | 1999     | CCCP-85334, CCCP-85331, CCCP-85445, SP-LCC, SP-LCA, SP-LCB, SP-LCD, SP-LCE, SP-LCF, SP-LCG, SP-LCH, SP-LCI, SP-LCK, SP-LCL, SP-LCM, SP-LCO y SP-LCN |
| Vickers Viscount            | 3     | 1962        | 1966     | SP-LVC, SP-LVA y SP-LVB |
| Yakovlev Yak-40             | 6     | 1981        | 1995     | SP-LEE, SP-LEA, SP-GEA, SP-LEB, SP-LEC y SP-LED |

## Destinos

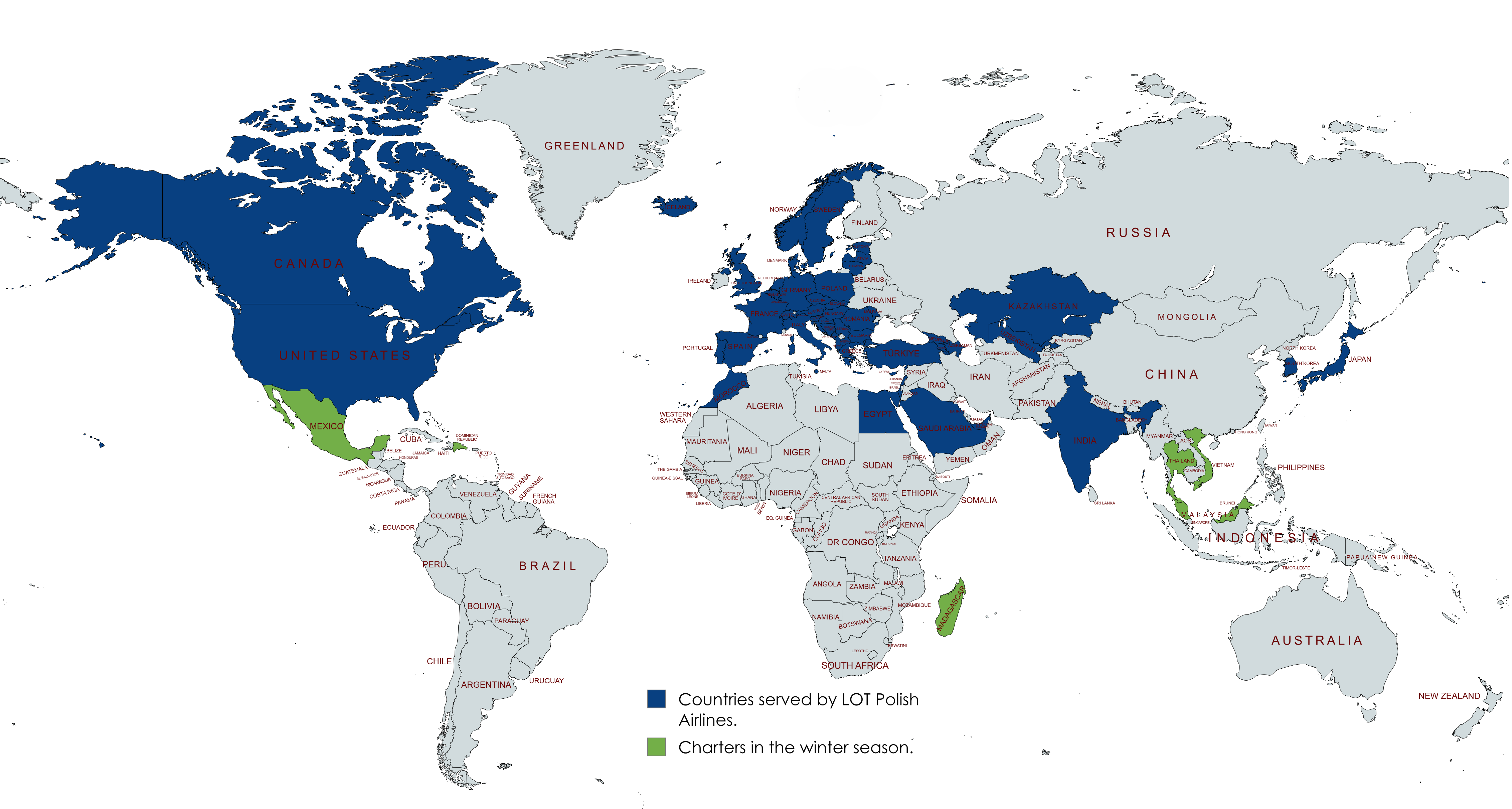
Países atendidos por la aerolínea polaca LOT

| Países                 | Destinos               | Aeropuertos                                            | Notas                  |
| África y Oriente Medio | África y Oriente Medio | África y Oriente Medio                                 | África y Oriente Medio |
| ---------------------- | ---------------------- | ------------------------------------------------------ | ---------------------- |
| Arabia Saudita         | Riad                   | Aeropuerto Internacional Rey Khalid                    |                        |
| Egipto                 | El Cairo               | Aeropuerto Internacional de El Cairo                   |                        |
| Egipto                 | Hurgada                | Aeropuerto Internacional de Hurghada                   | Chárter estacional     |
| Egipto                 | Marsa Alam             | Aeropuerto Internacional de Marsa Alam                 | Chárter estacional     |
| Egipto                 | Taba                   | Aeropuerto Internacional de Taba                       | Chárter estacional     |
| Emiratos Árabes Unidos | Dubái                  | Aeropuerto Internacional de Dubái                      |                        |
| Israel                 | Tel Aviv               | Aeropuerto Internacional Ben Gurión                    |                        |
| Líbano                 | Beirut                 | Aeropuerto Internacional Rafic Hariri                  |                        |
| Tanzania               | Zanzíbar               | Aeropuerto Internacional de Zanzíbar                   | Chárter estacional     |
| América                |                        |                                                        |                        |
| Canadá                 | Toronto                | Aeropuerto Internacional de Toronto Pearson            |                        |
| Cuba                   | Varadero               | Aeropuerto Juan Gualberto Gómez                        | Chárter estacional     |
| Estados Unidos         | Chicago                | Aeropuerto Internacional O'Hare                        |                        |
| Estados Unidos         | Los Ángeles            | Aeropuerto Internacional de Los Ángeles                |                        |
| Estados Unidos         | Miami                  | Aeropuerto Internacional de Miami                      |                        |
| Estados Unidos         | Newark                 | Aeropuerto Internacional Libertad de Newark            |                        |
| Estados Unidos         | Nueva York             | Aeropuerto Internacional John F. Kennedy               |                        |
| México                 | Cancún                 | Aeropuerto Internacional de Cancún                     | Chárter estacional     |
| República Dominicana   | Puerto Plata           | Aeropuerto Internacional Gregorio Luperón              | Chárter estacional     |
| República Dominicana   | Punta Cana             | Aeropuerto Internacional de Punta Cana                 | Chárter estacional     |
| Asia                   |                        |                                                        |                        |
| Armenia                | Ereván                 | Aeropuerto Internacional de Zvartnots                  |                        |
| Azerbaiyán             | Bakú                   | Aeropuerto Internacional Heydar Alíyev                 |                        |
| Corea del Sur          | Seúl                   | Aeropuerto Internacional de Incheon                    |                        |
| Georgia                | Tiflis                 | Aeropuerto Internacional de Tiflis                     |                        |
| India                  | Bombay                 | Aeropuerto Internacional Chhatrapati Shivaji           |                        |
| India                  | Delhi                  | Aeropuerto Internacional Indira Gandhi                 |                        |
| Kazajistán             | Astaná                 | Aeropuerto Internacional Nursultán Nazarbáyev          |                        |
| Japón                  | Tokio                  | Aeropuerto Internacional de Narita                     |                        |
| Tailandia              | Bangkok                | Aeropuerto Internacional Suvarnabhumi                  | Chárter estacional     |
| Tailandia              | Krabi                  | Aeropuerto Internacional de Krabi                      | Chárter estacional     |
| Tailandia              | Phuket                 | Aeropuerto Internacional de Phuket                     | Chárter estacional     |
| Turquía                | Antalya                | Aeropuerto de Antalya                                  | Chárter estacional     |
| Turquía                | Estambul               | Aeropuerto de Estambul                                 |                        |
| Uzbekistán             | Taskent                | Aeropuerto Internacional de Taskent                    |                        |
| Vietnam                | Phú Quốc               | Aeropuerto Internacional de Phú Quốc                   | Chárter estacional     |
| Europa                 |                        |                                                        |                        |
| Albania                | Tirana                 | Aeropuerto Internacional Madre Teresa                  |                        |
| Alemania               | Berlín                 | Aeropuerto de Berlín-Branderburgo Willy Brandt         |                        |
| Alemania               | Düsseldorf             | Aeropuerto Internacional de Düsseldorf                 |                        |
| Alemania               | Frankfurt              | Aeropuerto de Fráncfort del Meno                       |                        |
| Alemania               | Hamburgo               | Aeropuerto de Hamburgo                                 |                        |
| Alemania               | Múnich                 | Aeropuerto Internacional de Múnich-Franz Josef Strauss |                        |
| Alemania               | Núremberg              | Aeropuerto de Núremberg                                |                        |
| Alemania               | Stuttgart              | Aeropuerto de Stuttgart                                |                        |
| Austria                | Innsbruck              | Aeropuerto de Innsbruck                                | Estacional             |
| Austria                | Viena                  | Aeropuerto de Viena-Schwechat                          |                        |
| Bélgica                | Bruselas               | Aeropuerto de Bruselas                                 |                        |
| Bosnia y Herzegovina   | Sarajevo               | Aeropuerto Internacional de Sarajevo                   |                        |
| Bulgaria               | Sofía                  | Aeropuerto de Sofía                                    |                        |
| Bulgaria               | Varna                  | Aeropuerto de Varna                                    | Estacional             |
| Chipre                 | Lárnaca                | Aeropuerto Internacional de Lárnaca                    |                        |
| Croacia                | Dubrovnik              | Aeropuerto de Dubrovnik                                |                        |
| Croacia                | Pula                   | Aeropuerto de Pula                                     | Estacional             |
| Croacia                | Rijeka                 | Aeropuerto de Rijeka                                   | Estacional             |
| Croacia                | Split                  | Aeropuerto de Split                                    | Estacional             |
| Croacia                | Zadar                  | Aeropuerto de Zadar                                    | Estacional             |
| Croacia                | Zagreb                 | Aeropuerto de Zagreb                                   |                        |
| Dinamarca              | Billund                | Aeropuerto de Billund                                  |                        |
| Dinamarca              | Copenhague             | Aeropuerto de Copenhague-Kastrup                       |                        |
| Eslovaquia             | Kosice                 | Aeropuerto de Košice                                   |                        |
| Eslovenia              | Liubliana              | Aeropuerto de Liubliana                                |                        |
| España                 | Barcelona              | Aeropuerto Josep Tarradellas Barcelona-El Prat         |                        |
| España                 | Madrid                 | Aeropuerto Adolfo Suárez Madrid-Barajas                |                        |
| España                 | Málaga                 | Aeropuerto de Málaga-Costa del Sol                     | Estacional             |
| España                 | Tenerife               | Aeropuerto de Tenerife Sur                             | Estacional             |
| Estonia                | Tallin                 | Aeropuerto de Tallin                                   |                        |
| Francia                | Estrasburgo            | Aeropuerto de Estrasburgo                              | Estacional             |
| Francia                | Lyon                   | Aeropuerto de Lyon-Saint Exupéry                       |                        |
| Francia                | Niza                   | Aeropuerto Internacional de Niza-Costa Azul            |                        |
| Francia                | París                  | Aeropuerto de París-Orly                               |                        |
| Grecia                 | Atenas                 | Aeropuerto Internacional Eleftherios Venizelos         |                        |
| Grecia                 | Corfú                  | Aeropuerto Internacional de Corfú-Ioannis Kapodistrias | Estacional             |
| Grecia                 | Cos                    | Aeropuerto Internacional de Kos-Hipócrates             | Estacional             |
| Grecia                 | Mitilene               | Aeropuerto Internacional de Mitilene                   | Chárter estacional     |
| Grecia                 | Rodas                  | Aeropuerto Internacional de Rodas-Diágoras             | Estacional             |
| Grecia                 | Salónica               | Aeropuerto Internacional Macedonia                     | Estacional             |
| Hungría                | Budapest               | Aeropuerto de Budapest-Ferenc Liszt                    |                        |
| Islandia               | Reikiavik              | Aeropuerto Internacional de Keflavík                   |                        |
| Irlanda                | Dublín                 | Aeropuerto de Dublín                                   |                        |
| Italia                 | Milán                  | Aeropuerto de Milán-Malpensa                           |                        |
| Italia                 | Roma                   | Aeropuerto de Roma-Fiumicino                           |                        |
| Italia                 | Venecia                | Aeropuerto Internacional Marco Polo                    |                        |
| Letonia                | Riga                   | Aeropuerto Internacional de Riga                       |                        |
| Lituania               | Kaunas                 | Aeropuerto de Kaunas                                   |                        |
| Lituania               | Palanga                | Aeropuerto Internacional de Palanga                    | Estacional             |
| Lituania               | Vilna                  | Aeropuerto Internacional de Vilna                      |                        |
| Luxemburgo             | Luxemburgo             | Aeropuerto de Luxemburgo Findel                        |                        |
| Malta                  | La Valeta              | Aeropuerto Internacional de Malta                      |                        |
| Macedonia del Norte    | Ohrid                  | Aeropuerto de Ohrid San Pablo Apóstol                  | Estacional             |
| Macedonia del Norte    | Skopie                 | Aeropuerto de Skopie                                   |                        |
| Moldavia               | Chisináu               | Aeropuerto Internacional de Chisináu                   |                        |
| Montenegro             | Podgorica              | Aeropuerto de Podgorica                                |                        |
| Montenegro             | Tivat                  | Aeropuerto de Tivat                                    | Estacional             |
| Noruega                | Oslo                   | Aeropuerto de Oslo-Gardermoen                          |                        |
| Países Bajos           | Ámsterdam              | Aeropuerto de Ámsterdam-Schiphol                       |                        |
| Polonia                | Breslavia              | Aeropuerto de Breslavia-Copérnico                      |                        |
| Polonia                | Bydgoszcz              | Aeropuerto de Bydgoszcz-Ignacy Jan Paderewski          |                        |
| Polonia                | Cracovia               | Aeropuerto de Cracovia-Juan Pablo II                   | Hub secundario         |
| Polonia                | Gdansk                 | Aeropuerto de Gdańsk-Lech Wałęsa                       |                        |
| Polonia                | Katowice               | Aeropuerto Internacional de Katowice                   |                        |
| Polonia                | Lublin                 | Aeropuerto de Lublin                                   |                        |
| Polonia                | Olsztyn                | Aeropuerto de Olsztyn-Masuria                          |                        |
| Polonia                | Poznan                 | Aeropuerto de Poznań-Ławica                            |                        |
| Polonia                | Rzeszów                | Aeropuerto de Rzeszów                                  |                        |
| Polonia                | Szczecin               | Aeropuerto de Szczecin-Goleniów "Solidarność"          |                        |
| Polonia                | Varsovia               | Aeropuerto de Varsovia-Chopin                          | Hub principal          |
| Polonia                | Radom                  | Aeropuerto de Varsovia-Radom                           |                        |
| Polonia                | Zielona Góra           | Aeropuerto de Zielona Góra                             |                        |
| Portugal               | Lisboa                 | Aeropuerto de Lisboa                                   |                        |
| Reino Unido            | Londres                | Aeropuerto de Londres-Heathrow                         |                        |
| Reino Unido            | Londres                | Aeropuerto de la Ciudad de Londres                     |                        |
| República Checa        | Ostrava                | Aeropuerto de Ostrava                                  |                        |
| República Checa        | Praga                  | Aeropuerto de Praga                                    |                        |
| Rumania                | Bucarest               | Aeropuerto Internacional de Bucarest-Henri Coandă      |                        |
| Rumania                | Cluj-Napoca            | Aeropuerto de Cluj-Napoca                              |                        |
| Rumania                | Oradea                 | Aeropuerto Internacional de Oradea                     |                        |
| Serbia                 | Belgrado               | Aeropuerto de Belgrado-Nikola Tesla                    |                        |
| Suecia                 | Estocolmo              | Aeropuerto de Estocolmo-Arlanda                        |                        |
| Suecia                 | Gotemburgo             | Aeropuerto de Gotemburgo-Landvetter                    |                        |
| Suiza                  | Ginebra                | Aeropuerto Internacional de Ginebra                    |                        |
| Suiza                  | Zúrich                 | Aeropuerto Internacional de Zúrich                     |                        |

### Antiguos destinos
| Países               | Destinos           | Aeropuertos                                    |
| África               | África             | África                                         |
| -------------------- | ------------------ | ---------------------------------------------- |
| Egipto               | Sharm el-Sheij     | Aeropuerto Internacional de Sharm el-Sheij     |
| Libia                | Trípoli            | Aeropuerto Internacional de Trípoli            |
| Madagascar           | Antananarivo       | Aeropuerto Internacional Ivato                 |
| Sudáfrica            | Durban             | Aeropuerto Internacional Rey Shaka             |
| Tanzania             | Zanzíbar           | Aeropuerto Internacional de Zanzíbar           |
| Túnez                | Túnez              | Aeropuerto Internacional de Túnez-Cartago      |
| América              |                    |                                                |
| Canadá               | Edmonton           | Aeropuerto Internacional de Edmonton           |
| Canadá               | Montreal           | Aeropuerto Internacional de Montreal-Mirabel   |
| Cuba                 | Cayo Coco          | Aeropuerto Internacional de Jardines del Rey   |
| Cuba                 | Santa Clara        | Aeropuerto Internacional Abel Santamaría       |
| Estados Unidos       | Detroit            | Aeropuerto Internacional de Detroit            |
| Panamá               | Ciudad de Panamá   | Aeropuerto Internacional de Tocumen            |
| República Dominicana | La Romana          | Aeropuerto Internacional de La Romana          |
| Asia                 |                    |                                                |
| China                | Pekín              | Aeropuerto Internacional de Pekín-Capital      |
| China                | Pekín              | Aeropuerto Internacional de Pekín-Daxing       |
| China                | Tianjin            | Aeropuerto Internacional de Tianjin-Binhai     |
| Irán                 | Teherán            | Aeropuerto Internacional Imán Jomeiní          |
| Singapur             | Singapur           | Aeropuerto Internacional de Singapur           |
| Sri Lanka            | Colombo            | Aeropuerto Internacional Bandaranaike          |
| Siria                | Damasco            | Aeropuerto Internacional de Damasco            |
| Turquía              | Estambul           | Aeropuerto Internacional Atatürk               |
| Vietnam              | Ciudad Ho Chi Minh | Aeropuerto Internacional de Tan Son Nhat       |
| Vietnam              | Hanói              | Aeropuerto Internacional de Nội Bài            |
| Europa               |                    |                                                |
| Alemania             | Berlín             | Aeropuerto de Berlín-Tegel                     |
| Alemania             | Hannover           | Aeropuerto de Hannover                         |
| Austria              | Salzburgo          | Aeropuerto de Salzburgo                        |
| Bielorrusia          | Minsk              | Aeropuerto Internacional de Minsk              |
| Chipre               | Nicosia            | Aeropuerto de Nicosia                          |
| Finlandia            | Helsinki           | Aeropuerto de Helsinki-Vantaa                  |
| Francia              | París              | Aeropuerto de París-Charles de Gaulle          |
| Italia               | Turín              | Aeropuerto de Turín-Caselle                    |
| Países Bajos         | Groningen          | Aeropuerto de Groningen Eelde                  |
| Noruega              | Oslo               | Aeropuerto de Oslo-Fornebu                     |
| Rusia                | Kaliningrado       | Aeropuerto de Kaliningrado-Jrabrovo            |
| Rusia                | Moscú              | Aeropuerto Internacional de Moscú-Domodédovo   |
| Rusia                | Moscú              | Aeropuerto Internacional de Moscú-Sheremétievo |
| Rusia                | San Petersburgo    | Aeropuerto Internacional de Púlkovo            |
| Suecia               | Örebro             | Aeropuerto de Örebro                           |
| Ucrania              | Járkov             | Aeropuerto Internacional de Járkov             |
| Ucrania              | Kiev               | Aeropuerto Internacional de Borýspil           |
| Ucrania              | Kiev               | Aeropuerto Internacional de Kiev-Zhuliany      |
| Ucrania              | Leópolis           | Aeropuerto Internacional de Leópolis           |
| Ucrania              | Odesa              | Aeropuerto Internacional de Odesa              |
| Ucrania              | Zaporiyia          | Aeropuerto Internacional de Zaporiyia          |

## Subsidiarias

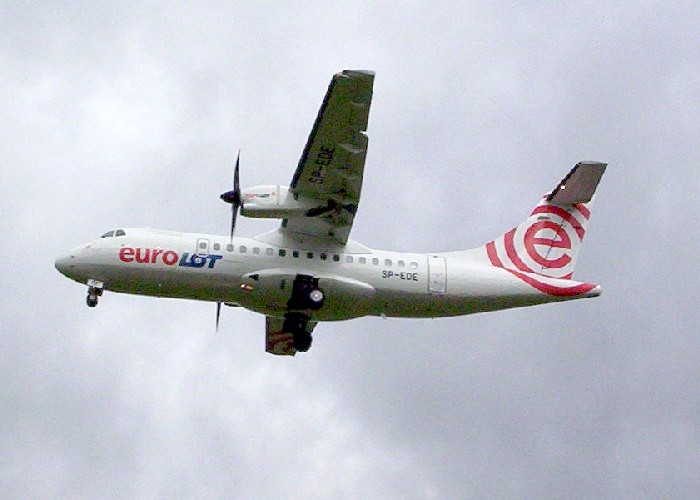
ATR-42 de EuroLOT.

Eurolot fue una aerolínea regional con sede en Varsovia, Polonia, siendo sus principales accionistas el Gobierno de Polonia con una participación del 62,1% de las acciones, mientras que LOT mantenía el 37,9% restante. Operaba vuelos para su matriz como operador de corto radio, así como vuelos chárter. Su principal base fue el Aeropuerto de Varsovia-Frédéric Chopin. 

## Accidentes
- El vuelo 7 de LOT se estrelló cerca del Aeropuerto Okęcie en Varsovia (entonces llamada República Popular de Polonia), el 14 de marzo de 1980, debido a un fallo mecánico la tripulación abortó el aterrizaje y trató de virar. Los 87 tripulantes y pasajeros murieron. El accidente fue causado por la desintegración de uno de los discos de la turbina en uno de los motores del avión, lo que provocó una falla total del motor.

- El vuelo 5055 de LOT sufre una falla del motor, un incendio en vuelo, una  falla eléctrica progresiva, una pérdida de los controles, y una mala configuración de fabricación del motor y fallas de diseño, hacen que el vuelo 5055 de LOT se estrelle en un campo en Varsovia, los 172 pasajeros mueren en el accidente.[6]

- El vuelo 703 de LOT efectuó un aterrizaje de emergencia a 1 kilómetro (0,5 nmi) al norte de la estación de ferrocarril de Rogóżno, el 2 de noviembre de 1988. En el accidente una persona murió y varias resultaron heridas de gravedad, los investigadores descubren un fallo de motor por congelación atmosférica, y un error del piloto al no descongelar la aeronave.

- El vuelo 16 de LOT Polish Airlines, sufrió una falla en el tren de aterrizaje cuando intentaba aterrizar en el Aeropuerto Chopin de Varsovia, Polonia. La aeronave no aterriza y dos cazas de combate F-16 de la Fuerza Aérea Polaca la interceptan para saber por qué la aeronave no ha aterrizado, los pilotos de los F-16 le dicen al capitán que el tren de aterrizaje está poco desplegado, pero aun así el capitán logra un aterrizaje de emergencia exitoso.

## Acuerdos de código compartido
LOT colabora mediante códigos de vuelo compartidos con las aerolíneas citadas abajo. Además de colaborar con otras aerolíneas en acuerdos de línea donde el pasajero puede viajar en un solo billete y su equipaje va a destino final.
| - Aegean Airlines* - AirBaltic - Air Canada* - Air China* - Air Dolomiti | - Air India* - ANA* - Asiana Airlines* - Austrian Airlines* | - Croatia Airlines* - EgyptAir* - El Al - JetBlue - Lufthansa* | - Luxair - SAS - Singapore Airlines* - SWISS* - TAP Portugal* |